# Stientje van Veldhoven

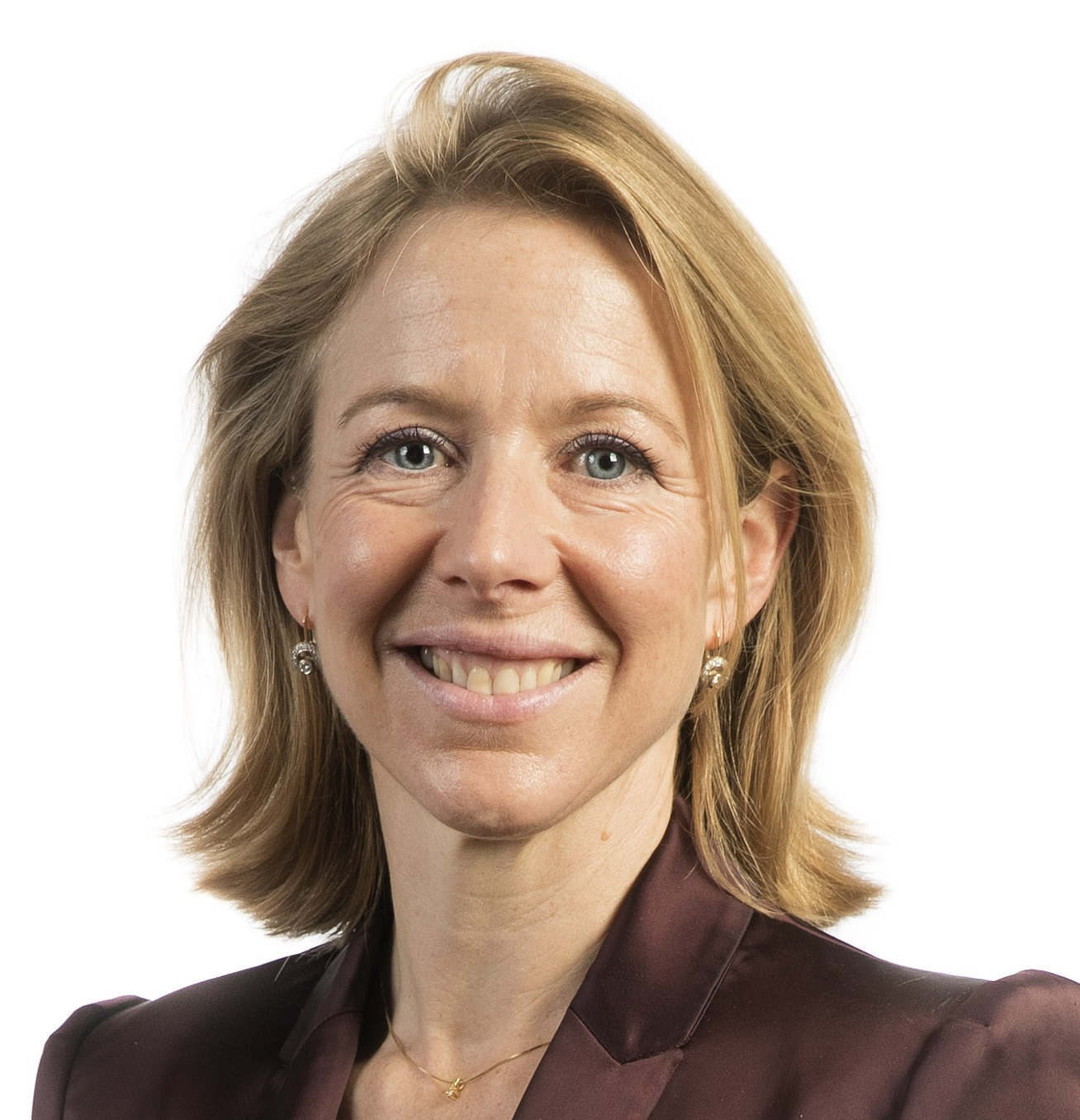
Stientje van Veldhoven

Stientje van Veldhoven-van der Meer (* 22. Juni 1973 in Utrecht) ist eine niederländische Politikerin der Democraten 66 (D66). Von Oktober 2017 bis Juli 2021 war sie Staatssekretärin für Infrastruktur und Wasserwirtschaft im Kabinett Rutte III, mit Ausnahme eines kurzen Ministeramtes zwischen November 2019 und April 2020. Van Veldhoven übernahm in dem Zeitraum einen Teil der Aufgaben von Kajsa Ollongren, die krankheitsbedingt abwesend war, als Ministerin für Umwelt und Wohnen. Zuvor war sie Mitglied der Zweiten Kammer der Generalstaaten (2010–2017).

## Laufbahn
Van Veldhoven studierte Politik und Verwaltung in internationalen Organisationen an der Reichsuniversität Groningen. Sie begann ihre Laufbahn 1997 als persönliche Assistentin von Elly Plooij-van Gorsel, Mitglied des Europäischen Parlaments für die Volkspartij voor Vrijheid en Democratie (VVD). Von 1999 bis 2003 war sie als Referentin für Innovationspolitik im Wirtschaftsministerium tätig. Seit 2003 war sie erste Botschaftssekretärin für Forschungspolitik und technologisch-wissenschaftliche Attachée bei der Ständigen Vertretung der Niederlande bei der Europäischen Union. 2007 wurde van Veldhoven strategische Beraterin für die Koordinierung zwischenstaatlicher Initiativen bei der Europäischen Kommission. Danach war sie von 2009 bis 2010 Clusterkoordinatorin für den Süden der Agglomeration Randstad beim Wirtschaftsministerium.
Vom 17. Juni 2010 bis zum 26. Oktober 2017 saß van Veldhoven für die linksliberale Partei D66 im Abgeordnetenhaus; sie war unter anderem für die Politikfelder Nachhaltigkeit, Mobilität, Klima und Energie, Entwicklungszusammenarbeit und Landwirtschaft zuständig. Von 2012 bis 2017 war sie außerdem Mitglied des Präsidiums und Fraktionsgeschäftsführerin.
Am 26. Oktober 2017 wurde van Veldhoven zur Staatssekretärin für Infrastruktur und Wasserwirtschaft im dritten Kabinett Rutte ernannt. Von November 2019 bis April 2020 übernahm sie als Ministerin für Umwelt und Wohnen einen Teil der Aufgaben von Kajsa Ollongren, die krankheitsbedingt abwesend war. Am 14. April 2020 nahm van Veldhoven ihr Amt als Staatssekretärin wieder auf, nachdem Ollongren als Ministerin für Inneres und Königreichsbeziehungen zurückgekehrt war. Am 19. Juli 2021 zog sie sich aus der Politik zurück und nahm am 1. September desselben Jahres ihre Tätigkeit als Vizepräsidentin und Direktorin Europa des World Resources Institute auf.
Van Veldhoven ist verheiratet und hat zwei Kinder.